# スポンジ・ボブとなかまたち
スポンジ・ボブとなかまたち（原題:Nicktoons: Battle for Volcano Island）は2006年のアクションアドベンチャーゲーム。Nicktoons Unite!の続編。
プレイヤーはニコロデオンのスポンジ・ボブ、ジミー・ニュートロン、ティミー・ターナー、ダニー・ファントムの4人を操作する。
続編はスポンジ・ボブとなかまたち トイボットのこうげき。

## プロット
ボルケーノ・アイランドという島でWise Old Crabと2人の配下が召喚師による岩の儀式に集い、怪物を倒すため9人の英雄を召喚する。だが怪物モーグーは召喚のサークルを破壊、英雄たちを散り散りにしてしまう。スポンジ・ボブとダニー・ファントムはWise Old Crabの行方を探す。Wise Old Crabは監禁場所から脱出、モーグーが復讐しようとしていることを話す。モーグーは触れるもの全てを破壊する。伝説では「選ばれた人たち」がモーグーのから救うとされている。
スポンジ・ボブとダニーはティミー・ターナー、ダニーの友人サム・マンソンとタッカー・フォーレイ、スポンジ・ボブの友人サンディ・チークス、イカルド・テンタクルズ、パトリック・スターを見つけてモーグーの手先と戦う。彼らはジミー・ニュートロンの通信装置の1つを発見、モーグーの儀式の中断がジミーを自分研究室に戻したことを知る。ジミーは火山の頂上の割れ目にレトロビル、ビキニタウン、ディムズデール、アミティーパークからエネルギーを吸い上げてマグマを動かそうとしていた。それはいずれみなの世界を破壊することを意味していた。ジミーの計画を元にタッカーは英雄たちのために火山の割れ目を閉じるためのパーツを集めモーグーを止めようとする。8人の英雄たちは入山、割れ目に到達するとモーグーたちが待ち構えていた。サム、タッカー、サンディー、ティミー、パトリックはモーグーを足止め、ダニー、スポンジ・ボブ、イカルドは他の世界から吸い上げられたデブリを割れて目の中心部まで上昇させる。デバイスによってモーグーを排除、割れ目を閉じて彼を永遠に封印する。
英雄たちはジミーが開けたポータルから出発、一旦レトロビルに戻ってそれぞれの世界へ帰還する。

## 評価
IGNはプレゼンテーションはみなが知っていて好きなキャラクターがいる子供達に買うように仕向けた恥さらしになっていると批判、アンロックが必要なコンテンツはい最初のプレイでほとんど獲得できることやグラフィック、ゲームプランを批判したがゲームプレイやグラフィックを賞賛、「いい音声」と「まずますの音楽」があるともした。
ファミ通クロスレビューでは6、6、4、7の23点。レビュアーは「キャラごとに特性があってアクションが細かくて楽しい」「ギミックがユニーク」「難易度バランスがいい」「原作の雰囲気が伝わってくる」とした他ビジュアル賞賛、一方で「ステージのミニゲームのボリューム不足」「説明不足な点が多い」「字幕が直訳気味で雰囲気を壊している、日本語吹き替えがほしかった」「ストーリー展開は好みが分かれるか」とした。